# Rahonavis
Rahonavis ist eine Gattung theropoder Dinosaurier aus der Gruppe der Dromaeosauridae. Bisher ist lediglich ein einziges fragmentarisches Skelett bekannt, das in der Provinz Mahajanga auf Madagaskar gefunden wurde und aus der späten Oberkreide (Maastrichtium) stammt. Die einzige bekannte Art ist Rahonavis ostromi.
Rahonavis zeigt ein Mosaik aus ursprünglichen Merkmalen, wie sie für dromaeosauride Dinosaurier typisch sind, und aus modernen Merkmalen, wie sie heutige Vögel zeigen. Anfangs galt er daher als einer der ursprünglichsten bekannten Vögel, während mittlerweile viele Forscher eine Einordnung innerhalb der dromaeosauriden Dinosaurier favorisieren. Möglicherweise war Rahonavis zum aktiven Flug fähig.

## Merkmale

Größenvergleich

Rahonavis war ein rabengroßer, leichtgewichtiger Räuber mit langem Schwanz. Die Körperlänge wird auf 70 Zentimeter und das Gewicht auf 900 Gramm geschätzt. Die Länge des Oberschenkelknochens (Femur), eine für Längenschätzungen wichtige Größe, beträgt 8,8 Zentimeter. Pneumatische Hohlräume, die beim lebenden Tier vermutlich mit Luftsäcken gefüllt waren, zeigen sich an Hals- und Rückenwirbel. Das Kreuzbein (Sacrum) besteht aus sechs Wirbeln.
Rahonavis entspricht in einigen Merkmalen mehr der Anatomie heutiger Vögel  als manche sehr frühe Vögel wie Archaeopteryx: So war der Schultergürtel flexibel und zeigt ein mobiles Glenoid, im Gegensatz zu dem verschmolzenen, starren Schultergürtel bei Archaeopteryx. Der Unterarm war wie bei Vögeln stark verlängert. Markierungen an der Elle (Ulna), bei denen es sich wahrscheinlich um Ansatzstellen von Federn (quill knobs) handelt, lassen auf mindestens 10 Flugfedern schließen – eine für heutige Vögel typische Anzahl. Forster (1998) bemerkt, dass Rahonavis seine Flügel mit einer größeren Amplitude schlagen konnte als Archaeopteryx. Das Darmbein (Ilium) und das Sitzbein (Ischium) zeigen deutliche Ähnlichkeiten mit Archaeopteryx. Im Kontrast zu diesen modernen Merkmalen stehen ursprüngliche Merkmale, die für Dromaeosauriden typisch sind, wie die vergrößerte Sichelkralle am zweiten Zeh, das vertikal ausgerichtete Schambein (Pubis) mit charakteristischem Stiefel oder die Hyposphen-Hypantrum-Verbindungen der Rückenwirbel.
Insbesondere die Armknochen und der Schultergürtel zeigen Anpassungen an einen aktiven Flug, obwohl unklar bleibt, ob Rahonavis tatsächlich fliegen konnte. Chiappe und Dyke (2006) vermuten, dass Rahonavis ähnlich wie Archaeopteryx und andere langschwänzige Vögel wahrscheinlich ein schwächerer und weniger wendiger Flieger war als heute lebende Vögel.

## Systematik
Die systematische Einordnung dieser Gattung ist umstritten. Traditionell wird sie als primitiver Vogel betrachtet und gilt als weiteres Indiz für die enge Verwandtschaft zwischen Vögeln und Dinosauriern. Einige Forscher wie Geist und Feduccia (2000) vermuten, dass das gefundene Rahonavis-Skelett eine Chimäre darstellt: Nach diesen Forschern gehören die vogelähnlichen Armknochen tatsächlich zu einem Vogel, während die hinteren Skelettteile zu einem kleinen Theropoden gehörten, worauf die vielen ursprünglichen Merkmale dieser Knochen hindeuten. Bereits die Erstbeschreiber von Rahonavis merkten an, dass eine Chimäre nicht ausgeschlossen werden kann, auch weil im selben Steinbruch in unmittelbarer Nähe zum Rahonavis-Fundort ein flügelloses Fossil des primitiven Vogels Vorona entdeckt wurde. Viele andere Wissenschaftler einschließlich der Erstbeschreiber gehen jedoch weiterhin davon aus, dass alle Knochen des Rahonavis-Fundes zum selben Tier gehören. Chiappe (2007) weist die Hypothese einer Chimäre ebenfalls zurück und bemerkt, dass sämtliche Knochen des Rahonavis-Fundes auf einer Fläche gefunden wurden, die „kleiner ist als ein Blatt Papier“.
Makovicky und Kollegen (2005) stellen die Zuordnung zu den Vögeln in Frage und ordnen Rahonavis als nahen Verwandten der Dromaeosauriden Unenlagia und Buitreraptor innerhalb der basalen Dromaeosauriden-Unterfamilie Unenlagiinae ein, welche auf die südlichen Kontinente beschränkt war. Turner, Hwang und Norell (2007) ordnen Rahonavis ebenfalls als Unenlagiinen ein – als Schwestertaxon von Unenlagia. Weitere Studien bestätigen die Einordnung als Unenlagiine.

## Fund und Namensgebung

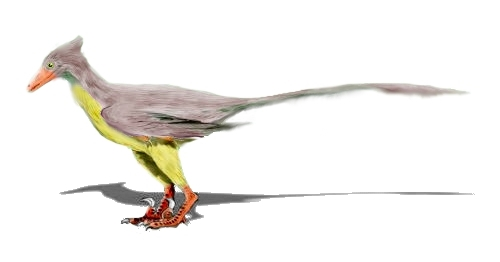
Lebendrekonstruktion von Rahonavis ostromi

Das einzige bekannte Skelett (Exemplarnummer UA 8656) stammt aus einem Steinbruch nahe Berivotra in der madagassischen Provinz Mahajanga. Stratigraphisch stammt der Fund aus der Maevarano-Formation, einer reichhaltigen Fossillagerstätte im Nordwesten Madagaskars. Weitere Theropoden dieser Formation schließen die Ceratosaurier Majungasaurus und Masiakasaurus mit ein. Das Rahonavis-Skelett wurde 1995 von einer gemeinsamen Expedition der State University of New York und der Universität Antananarivo während der Ausgrabung eines Titanosaurier-Skeletts zwischen den Knochen dieses viel größeren Dinosauriers entdeckt. Das Sammeln von Fossilien in der Region gestaltet sich wegen des dichten Grases als schwierig – die Knochen des Titanosauriers konnten erst nach einem Buschfeuer lokalisiert werden. Das Skelett besteht aus dem Rumpf, Teilen der Arme und des Schultergürtels, den Hinterbeinen sowie Teilen des Schwanzes.
Das Skelett wurde 1998 von Forster und Kollegen als Rahona ostromi wissenschaftlich beschrieben. Kurze Zeit nach der Veröffentlichung der Beschreibung änderten die Beschreiber den Gattungsnamen in Rahonavis, weil sich herausgestellt hat, dass der Name Rahona bereits an einen madagassischen Nachtfalter aus der Familie der Trägspinner (Lymantriidae) vergeben war. Der Name Rahonavis bedeutet etwa „Bedrohung aus den Wolken“ und leitet sich von Rahona (Malagasy für „Bedrohung“, „Wolke“) und avis („Vogel“) ab. Der Artname ostromi ehrt John Ostrom, einem bedeutenden amerikanischen Paläontologen, welcher sich für die Erforschung der Dromaeosauriden verdient gemacht hat und die Theorie wiederbelebte, dass Vögel von den Dinosaurier abstammen.